# 中国人民政治协商会议江西省委员会
中国人民政治协商会议江西省委员会（简称江西省政协或政协江西省委员会）成立于1955年1月，是中国人民政治协商会议在江西省的地方组织机构，其主要职能是政治协商、民主监督、参政议政。

## 历史沿革
1950年8月27日，江西省第一届各界人民代表会议第一次会议在南昌市举行，出席会议的有各党派、各地区、解放军、各人民團體、少数民族及其他爱国人士等方面的代表825人。在9月6日举行的闭幕会上，选举产生了江西省各界人民代表会议协商委员会（简称江西省协商委员会），作为江西省各界人民代表会议闭会期间的常设机构。协商委员会设有政治法律、财政经济、文化教育、土地改革等4个研究委员会:11。
1954年8月，江西省第一届人民代表大会第一次会议召开后，原江西省各界人民代表会议协商委员会的历史使命已经完成。根据《中华人民共和国宪法》和《中国人民政治协商会议章程》，1955年1月17日至19日，中国人民政治协商会议第一届江西省委员会第一次全体会议在南昌市召开，标志着中国人民政治协商会议江西省委员会的正式成立。
1956年和1959年，江西省政协先后创办了政治学校和社会主义学院，为民主党派成员和无党派人士的政治学习提供了场所:12。文化大革命开始以后，江西省政协和各市县委员会都被迫停止活动。1978年2月13日至19日，中国人民政治协商会议江西省第四届委员会第一次会议在南昌市召开，标志着省政协组织的正式恢复。

## 历届委员会

### 江西省协商委员会常务委员会
- 任期：1950年9月－1954年8月
- 主席：陈正人（1950年9月－1952年12月）[註 1]
- 副主席：陈奇涵（1950年9月－1954年6月）[註 2]、方志纯、刘一峰、欧阳武
- 秘书长：刘瑞森
- 常务委员：王子牙、王德舆、白栋材、石凌鹤、刘九峰、刘文涛、刘俊秀、刘乾才、危秀英、许德瑗、邵式平、杨泽江、范式人、罗全根、武惕予、贺庆积、姚承华、饶思诚、胡宗澹、郭光洲、袁诚贤、黄先、黄凯、黄霖、黄介民、廖少仪、魏洪亮
- 副秘书长：于洪深、刘九峰、廖少仪、武惕予、邓鹤鸣、汤允夫

### 第一届
- 任期：1955年1月－1959年7月
- 主席：楊尚奎
- 副主席：莫循、黄知真、刘一峰、刘之纲、许德瑗、傅肖先、于洪深（1957年5月－1959年12月）、郭光洲（1957年5月－1959年12月）、潘式言（1957年5月－1959年12月）、王德舆（1957年5月－1959年12月）
- 秘书长：于洪深（1955年1月－1957年5月）、李一平

### 第二届
- 任期：1959年7月－1964年10月
- 主席：楊尚奎
- 副主席：郭光洲、罗孟文、黄霖、莫循、黄知真、潘震亚、于洪深、刘之纲、谷霁光、傅肖先、潘式言、王德舆
- 秘书长：李一平

### 第三届
- 任期：1964年10月－1966年
- 主席：楊尚奎
- 副主席：郭光洲、黄知真、罗孟文、黄霖、莫循、潘震亚、于洪深、刘之纲、谷霁光、潘式言、王德舆、平戎
- 秘书长：李一平

### 第四届
- 任期：1978年2月－1983年4月
- 主席：楊尚奎（1978年2月－1979年12月）、方志純（1979年12月－1983年4月）
- 副主席：罗孟文、甘祖昌、梁达山、潘震亚、李世璋、胡德兰、刘护平、钟平、赖绍尧、谷霁光、潘式言、何世琨、陆孝彭、沈翰卿、马继孔（1979年12月－1983年4月）、朱开铨（1979年12月－1983年4月）、吴甄锋（1979年12月－1983年4月）、李华封（1979年12月－1983年4月）、倪南山（1979年12月－1983年4月）、刘建华（1979年12月－1983年4月）
- 秘书长：刘坤（1978年2月－1979年12月）、何恒（1979年12月－1983年4月）

### 第五届
- 任期：1983年5月－1988年1月
- 主席：吴平
- 副主席：李华封、李世璋、谷霁光、何世琨、陆孝彭、沈翰卿、刘建华、吕良、朱旦华、郭庆棻、李善元、吴永乐、杨永峰（1984年5月补选）、武惕予（1984年5月补选）、金立强（1984年5月补选）、吴允中（1985年7月补选）
- 秘书长：刘玉瑞

### 第六届
- 任期：1988年1月－1993年1月
- 主席：吴平
- 副主席：杨永峰、陆孝彭、沈翰卿、李善元、吴永乐、金立强、廖延雄、李沛瑤（任期内调离）、戴执中、叶学龄（1990年4月补选）、黄立圻（1990年4月补选）、罗明（1990年4月补选）
- 秘书长：孙殿甲

### 第七届
- 任期：1993年2月－1998年1月
- 主席 ：刘方仁 → 朱治宏（1994年2月－）
- 副主席：叶学龄、吴永乐、廖延雄、戴执中、黄立圻、罗明、梅亦龙（1994年2月－）、江国镇（1994年2月－）、厉志成（1994年2月－）

### 第八届
- 任期：1998年1月－2003年1月
- 主席：朱治宏
- 副主席：梅亦龙、罗明、江国镇、厉志成、韩京承、黄定元、喻长林、刘运来、沃祖全、张华康、黄懋衡（1999年2月－）

### 第九届
- 任期：2003年1月－2008年1月
- 主席：钟起煌
- 副主席：韩京承、王林森、黄懋衡、黄定元、刘运来、张华康、金异、殷国光、雍忠诚、倪国熙、一诚

### 第十届
- 任期：2008年1月－2013年1月[4]
- 主席：傅克诚（2008年1月－2012年2月）、张裔炯（2012年2月－2012年6月）、黄跃金
- 副主席：王林森、朱张才、陈清华、李华栋、宋晨光、陈安众、汤建人、刘晓庄、郑小燕
- 秘书长：

### 第十一届
- 任期：2013年1月－2018年1月[5]
- 主席：黄跃金
- 副主席：李华栋、汤建人、刘晓庄、郑小燕、钟利贵、肖光明（2013年1月－2016年1月）[6]、刘礼祖、许爱民、孙菊生
- 秘书长：肖为群

### 第十二届
- 任期：2018年1月[7]－2023年1月
- 主席：姚增科
- 副主席：李华栋、谢茹、汤建人、刘晓庄、陈俊卿、张勇、肖毅（2018年1月－2021年8月）、刘卫平、雷元江、尹建业（2022年1月－）、陈兴超（2022年1月－）、胡强（2022年1月－）
- 秘书长：汪爽

### 第十三届
- 任期：2023年1月－
- 主席：唐一军（－2024年5月29日）、宋福龙（2025年1月－）
- 副主席：陈俊卿、谢茹、尹建业、孙菊生（－2023年3月）、陈兴超、卢天锡、于秀明、辜清
- 秘书长：彭世东